# 우리가 몰랐던 놀라운 이야기
우리가 몰랐던 놀라운 이야기(How Do They Do It?)는 디스커버리 채널의 협력사인 Wag TV에서 제작한 교양 프로그램으로, 다소 알려지지 않는 희귀한 발명품을 위주로 다루는 방송 프로그램이다. 해당 프로그램은 각 물건마다 2~3개의 일반 물체들을 어떻게 만들고 쓰이느냐 살펴 보는 것을 위주로 다룬다. 또한 해당 프로그램의 표어는 'Behind the ordinary is the extraordinary.'이다. 또한 미국에서는 해당 시리즈물이 디스커버리 채널의 계열 채널인 사이언스 채널에서 방영되고 내레이션은 주로 크리스 브로일스가 담당한다. 그리고 해당 프로그램은 캐나다에서 제작된 인기 교양 프로그램인 제조의 비밀(How It's Made)과 거의 비슷한 소재를 다룬다.

## 같이 보기
- 제조의 비밀 (How It's Made)